# Concrete (Washington)
Concrete je gradić u američkoj saveznoj državi Washington. Prema popisu stanovništva iz 2010. u njemu je živjelo 705 stanovnika.